# San Pablo Viejo
San Pablo Viejo è un comune (corregimiento) della Repubblica di Panama situato nel distretto di David, provincia di Chiriquí. Si estende su una superficie di 59,8 km² e conta una popolazione di 10.088 abitanti (censimento 2010).